# Nisivaki Ajaka
Nisivaki Ajaka (西脇 綾香; Hepburn: Nishiwaki Ayaka), becenevén A-csan (あ～ちゃん; Hepburn: A-chan) (Hirosima, 1989. február 15. –) a japán Perfume electropop együttes tagja.

## Pályafutása
Hirosimában született és nőtt fel, és a hirosimai színésziskolában tanult, ahol megismerte az együttes két másik tagját, Ómoto Ajanót és Kasino Jukát.
Kasino és Nisivaki 2001-ben alapította az együttest az akkori harmadik taggal, Kavasima Júkával együtt, aki azonban tanulmányai miatt hamar kilépett. Ómoto Nisivaki felkérésére lépett a helyére.
Húga, Szajaka a 9nine nevű együttes tagja.

## Fordítás
- Ez a szócikk részben vagy egészben az Ayaka Nishiwaki című angol Wikipédia-szócikk ezen változatának fordításán alapul.  Az eredeti cikk szerkesztőit annak laptörténete sorolja fel. Ez a jelzés csupán a megfogalmazás eredetét és a szerzői jogokat jelzi, nem szolgál a cikkben szereplő információk forrásmegjelöléseként.